# Luis Britto García
Luis Britto García (Caracas, Venezuela; 9 de octubre de 1940) es un escritor, historiador, ensayista y dramaturgo venezolano.

## Biografía
Fue el primero de los siete hijos del matrimonio conformado por Clemente Britto Fernández, oriundo de Caracas quien se desempeñaba como Profesor de Literatura y María García López de Britto, secretaría del Ministerio de Educación de Venezuela, oriunda de Maturín. En su infancia, influenciado por los caricaturistas estadounidenses Burne Hogarth, Winsor McCay y Harold Foster, quiso ser caricaturista y, de hecho desarrolló esa actividad en sus inicios puesto que realizó en 1945 una portada para la revista "Onza, Tigre y León" que editaba el Ministerio de Educación. Pero su interés por escuchar la lectura y el deseo de su madre de que aprendiera a leer decidiría su futura profesión de escritor. Más tarde, al cursar estudios de secundaria en el Liceo Aplicación, de Caracas, colaboraría como caricaturista y redactor en el periódico mural de la institución. 
En 1955 inicia con su primo Rodolfo García Cabello, el periódico liceísta "Molécula", con dibujos y trabajos de ficción, que debía pasar por la censura de la Dirección del Liceo. Participa en ese año en manifestaciones liceístas contra la dictadura de Marcos Pérez Jiménez, gobernante de Venezuela para la época. En 1957, inicia sus estudios de leyes en la Universidad Central de Venezuela y desde el 21 de noviembre de ese año participa en manifestaciones contra la dictadura de Pérez Jiménez que harían que la institución fuera cerrada. Conjuntamente con el fotógrafo y escritor Jaime Ballestas, quien usaba el seudónimo de Otrova Gomás, inicia la publicación quincenal, del periódico universitario El Torturado. Publica algunos de sus primeros relatos literarios en la revista Letras, e inicia la redacción de Amarillo, azul y rojo, una novela sobre la agitación política que no sería publicada. En el año 1962 empieza la redacción de su novela Vela de Armas y junto a su amigo, Jaime Ballestas, por invitación del escritor venezolano Miguel Otero Silva director del diario El Nacional escribe la columna Reloj de la Universidad, la cual deja de publicarse por presiones económicas impuestas por la Asociación Nacional de Anunciantes que hacen renunciar al director y a la junta directiva de este medio.
Se graduó como abogado en la Universidad Central de Venezuela en 1962 y de Doctor en Derecho en esta universidad en 1969. Después de obtener su grado de abogado, ejerce en forma privada su profesión a la vez que incursiona en las ideas de izquierda y en el humorismo realizando artículos y caricaturas para los medios venezolanos Clarín y La Pava Macha, ambos de tendencia política de izquierda. En 1964, publica su libro Los fugitivos y otros cuentos, a consecuencia del cual los editores del texto le recomendaron dedicarse al género del ensayo. En 1970 pública su novela Rajatabla que resultó ganadora del Premio Casa de las Américas, aunque los medios impresos de la época ocultaron la noticia, "porque era un premio otorgado por Cuba", según diría más tarde el escritor. La noticia se daría a conocer en forma masiva, porque en un periódico venezolano, el escritor y humorista Aníbal Nazoa publicó una nota relacionada con el Premio y el libro. Gracias a esta estrategia, el libro tuvo gran aceptación entre los lectores. De hecho, en honor a este libro, los integrantes del grupo de teatro "El Juglar", dirigido por Carlos Giménez, adoptaron como nombre "Rajatabla" y solicitaron al autor una pieza teatral, cuyos segmentos iba escribiendo a medida que avanzaban los ensayos.
Obtuvo un diploma de estudios avanzados sobre América Latina y estudió un año en la École des Hautes Études en Sciences Sociales en París por el año de 1982. Es profesor de la Facultad de Ciencias Económicas y Sociales de la Universidad Central de Venezuela desde 1966, y tiene el rango de profesor titular desde el año de 1988. 
Entre sus obras literarias más conocidas, aparte de la anterior, se pueden mencionar: «Los fugitivos y otros cuentos» (1964),«Rubén«, «Racha« (1970),  «Venezuela tuya» (1971), «Así es la cosa» (1971), «Vela de armas» (1972), «El tirano Aguirre o la conquista de El Dorado» (1976), «Abrapalabra» (1979), «Suena el teléfono» (1979), «La misa del esclavo» (1980), «Me río del mundo» (1981), «La orgía imaginaria» (1984), «La máscara del poder» (1989), «El poder sin la máscara» (1990), «El imperio contracultural» (1990), «Dámela con masa» (1997), ópera de salsa con música del compositor venezolano Cheo Reyes, «Pirata» (1998), y «Golpe de gracia» (2001), entre otras.
Su actividad multifacética le llevó a incursionar en el cine elaborando, entre otros, los guiones de las cintas Muerte en el paraíso (1978), Zamora: Tierra y hombres libres (2009), acerca de la vida del caudillo venezolano Ezequiel Zamora y La planta insolente (2017), acerca del expresidente venezolano Cipriano Castro. 
Por la calidad y contenido de sus obras ha recibido muchos premios literarios, entre los cuales se encuentran: Premio Casa de las Américas, por «Rajatabla» en 1970 y por «Abrapalabra» en 1979; Premio de Teatro Juana Sujo por «Venezuela tuya» en 1971; Premio Municipal de Teatro por «El tirano Aguirre» en 1975; Premio Latinoamericano de Dramaturgia Andrés Bello por «La misa del esclavo» en 1980; Premio de Literatura Humorística Pedro León Zapata por «Me río del mundo» en 1981; Premio Municipal de Ensayo en 1999 por «Demonios del mar: corsarios y piratas en Venezuela 1528-1727»; Premio Ezequiel Martínez Estrada en 2005 por «Dictadura mediática en Venezuela: investigación de una prensa por encima de toda sospecha»; y el máximo galardón literario que se otorga en Venezuela, el Premio Nacional de Literatura, en el año 2002 por el conjunto de su obra. 
Es partidario de la revolución bolivariana, pero para mantener su independencia no tiene militancia política, no desempeña cargos públicos y en 1999 declinó el nombramiento de presidente del Consejo Nacional de la Cultura. Fue reconocido como el escritor homenajeado para la Feria Internacional del Libro de Venezuela en el año 2012. En 2013 y 2014 colaboró en la defensa del gobierno venezolano en la Comisión Interamericana de Derechos Humanos.
En 2020 la Fundación “La Librería Mediática” lo postuló formalmente al Premio Nobel de Literatura ante la Academia Sueca de la Lengua.
En 2023 la Universidad Simón Bolívar (Venezuela) le confirió el doctorado honoris causa en reconocimiento a toda su vida académica y producción literaria.

## Guaicaipuro Cuatemoc cobra la deuda a Europa
Luis Britto García, con motivo del Día de la resistencia indígena, escribió el texto «Guaicaipuro Cuatemoc cobra la deuda a Europa», que fue publicado por el diario El Nacional de Caracas, el 18 de octubre de 1990. En este texto de ficción, Britto reflexiona sobre la deuda que tiene Europa con América y con qué palabras un indígena americano podría reclamar tal deuda. La obra, escrita en forma de epístola, fue luego difundida por internet con el nombre de «Conferencia del Cacique Guaicaipuro Cuatemoc ante la reunión de los Jefes de Estado de la Comunidad Europea», haciendo creer a la gente que un verdadero cacique indígena pronunció esas palabras en una conferencia internacional. Si bien el personaje es ficticio y la presencia indígena en tal conferencia jamás ocurrió, el texto contiene una reflexión sobre el tema de la conquista y sobre el desarrollo de Europa a través del uso de las riquezas naturales de América.
Es imprescindible aclarar que este texto fue utilizado en la exposición del Presidente Evo Morales ante la reunión de Jefes de Estado de la Comunidad Europea el 30 de junio de 2013.

## Obras publicadas

### Cuento
- Los fugitivos y otros cuentos. Caracas, vPensamiento Vivo, 1964[5]
- Rajatabla. La Habana, Casa de las Américas, 1970[6]
- Antología Ciencia-Ficcion Venezolana. Caracas, El Diario De Caracas, 1979[7]
- Lo mejor de la ciencia ficcion latinoamericana. Editorial Superficcion, 1980[8]
- La orgía imaginaria o Libro de utopías. Caracas, Monte Ávila Editores, 1984
- Me río del mundo. Caracas, Publicaciones Selevén, 1984 [2a ed., 1984; 3a ed., 1985. 4a ed., Caracas, Editorial Planeta, 1999]
- Rajapalabra (antología). México, Universidad Nacional Autónoma de México, 1994
- Golpe de gracia (narraciones humorísticas). Mérida (Venezuela), El otro-El mismo, 2001
- Andanada (minicuentos). Barcelona (España), Thule, 2004
- Pare de sufrir (narraciones humorísticas). Caracas, Biblioteca Últimas Noticias, 2006
- Arca. Caracas, Seix Barral, Biblioteca Breve, 2007
- Maraña. Caracas, Fundación Fondo Editorial Fundarte y Fundación El Perro y la Rana, 2017

### Novela
- Vela de armas. Montevideo, Arca, 1970
- Abrapalabra. La Habana, Casa de las Américas, 1980
- Me río del mundo. Caracas, Publicaciones Seleven, 1984
- Pirata. Caracas, Santillana, 1994.

### Teatro
- Venezuela tuya/Así es la cosa (1973).
- Alicia D (1973).
- El Tirano Aguirre o La conquista de El Dorado (1976).
- Suena el teléfono (1976).
- La gula, episodio de "Los siete pecados capitales" (1978).
- La misa del esclavo (1983).
- La conquista del espacio (1980).
- La Nueva Delpiniada (1982).
- Muñequita linda (1984).
- Mal rollo te parta (1984).
- Abrapalabra (1987).
- Mitin de Boca para Orejas (1989).
- Monólogo del Benemérito Juan Vicente Gómez al pie del apamate (1994).
- Ama me fidelitur (1997).
- La ópera salsa (con música de Cheo Reyes) (1997).
- Santos jugando banco (2004).

### Antología narrativa
- Hablapalabra (antología narrativa personal) México, Brigada para leer en Libertad, 2015; San Cristobal (estado Táchira), Acirema, 2017

### Ciencias sociales y del lenguaje
- El presupuesto del Estado: Ediciones de la Contraloría General de la República, Caracas, 1968.
- Régimen presupuestario y de control del crédito público: Caracas: Facultad de Ciencias Económicas y Sociales de la Universidad Central de Venezuela, Caracas, 1973.
- Ciencia, técnica y dependencia (coautor con Plinio Negreti). Fondo Editorial Salvador de la Plaza, Caracas, 1974.
- El llano. Oscar Todtman Editor, Caracas, 1986.
- La máscara del poder: del Gendarme Necesario al Demócrata Necesario. Alfadil Ediciones, Caracas, l988. (Premio a la Investigación en Ciencias Sociales de la Asociación de Profesores de la Universidad Central de Venezuela, l988)
- El poder sin la máscara: de la Concertación Populista a la Explosión Social. Editorial Alfadil/Trópicos, Caracas, l989.(Premio a la Investigación en Ciencias Sociales de la Asociación de Profesores de la Universidad Central de Venezuela, l988. Premio Municipal de Literatura, mención ensayo, l990)
- El Imperio Contracultural: del Rock a la Postmodernidad. Editorial Nueva Sociedad, Caracas, 1990.[9]
- DF. Editorial Ex Libris, Caracas, 1991.
- Bomberos. Gobernación del Distrito Federal, Caracas, 1998.
- Todo el mundo es Venezuela. Fondo Editorial de la Asamblea Legislativa del Estado Miranda, Caracas, 1998.
- Demonios del mar: piratas y corsarios en Venezuela, 1528-1727. Fundación V Centenario de Venezuela, Caracas, 1999 (Premio Municipal de Literatura Mención Investigación Histórica 1999).
- Elogio del panfleto y de los géneros malditos. Editorial Libro de Arena, Mérida, 2000.
- Las cadenas jurídicas de la globalización (En colaboración con Fermín Toro Jiménez). Editorial  Orijinal, Maracaibo, 2000.
- Las artes de narrar: apuntes sobre la escritura de ficción. Instituto de Previsión y Asistencia Social del Personal del Ministerio de Educación, Caracas, 2001.
- Señores del Caribe: indígenas, conquistadores y piratas en el mar colonial. Fondo de Tradiciones Caraqueñas, Caracas, 2001.
- Conciencia de América Latina: Intelectuales, poder y medios de comunicación. Editorial Nueva Sociedad, Caracas, 2002.
- Venezuela: investigación de unos medios por encima de toda sospecha. Venezolana de Televisión, Caracas, 2003
- País de petróleo, pueblo de oro. Fundación para la Cultura y las Artes de la Alcaldía de Caracas, Caracas, 2003.
- Para comprender y querer a Venezuela. Comisión Nacional de la Cultura (Biblioteca Básica Temática), Caracas, 2004.
- Los medios contra el árbitro electoral. Ministerio de Comunicación e Información, Caracas, 2005.[10]
- La ciencia: fundamentos y método. Comisión Nacional de la Cultura (Biblioteca Básica Temática), Caracas, 2005.[11]
- Por los signos de los signos (Ensayos literarios). Monte Ávila Editores Latinoamericana, Caracas, 2005.[12] (2005)
- Socialismo del tercer milenio. Monte Ávila Editores, Caracas, 2008.[13]
- Dictadura mediática en Venezuela: Investigación de unos medios por encima de toda sospecha. Ministerio del Poder Poder Popular para la Comunicación y la Información, Caracas, 2008[14][15]
- La paz con Colombia (2010). Ministerio del Poder Poder Popular para la Comunicación y la Información, Caracas, 2008.[16][17]
- El pensamiento del Libertador: Economía y Sociedad, Colección Venezuela Bicentenaria. Banco Central de Venezuela, Caracas, 2010.[18]
- El verdadero venezolano: Mapa de la Identidad Nacional. Monte Ávila Editores Latinoamericana, Caracas, 2018. [19]

## Guiones cinematográficos
- Muerte en el Paraíso. Dirección: Michel Katz, 1978, largometraje.
- Carpión Milagrero. Dirección: Michel Katz, 1983, largometraje.
- El Imperio de los piratas. Serie documental en 6 episodios, guion, presentación y selección de imágenes históricas de Luis Britto, Dirección: Miguel Ángel Tisera, Producción: Televisión de Actualidad, 2003.
- Zamora: Tierra y hombres libres. Dirección: Román Chalbaud, 2009, largometraje.
- La planta insolente. Dirección: Román Chalbaud, 2013, largometraje en filmación.
- Chávez: El comandante arañero y su secuela. Dirección: Román Chalbaud, sin estreno fijo, largometraje en preproducción.

## Ilustraciones
- Racha (dibujos). Editorial Rocinante, Caracas, 1970.
- Dibujos en las publicaciones "La Pava Macha", "El Gallo Pelón", "Clarín", "El Infarto", "Coromotico", "La Sápara Panda" y "El Sádico Ilustrado".
- Ilustraciones de la primera edición de los libros "Rajatabla", "Me río del mundo", "Elogio del Panfleto y de los géneros malditos" y "Golpe de gracia".
- Ilustraciones de los libros "Concierto subterráneo", "El caso de la araña de cinco patas" y "Confesiones, invenciones y malas intenciones" de Jaime Ballestas (acreditado como Otrova Gomás).

## Premios
- Premio Casa de las Américas, 1970.
- Premio de Teatro "Juana Sujo", 1971.
- Premio Municipal de Teatro del Distrito Federal, 1975.
- Premio Critven, 1976.
- Premio de Novela Casa de las Américas, 1979.
- Premio Municipal de Novela del Concejo Municipal del Distrito Sucre, 1980.
- Premio Latinoamericano de Dramaturgia "Andrés Bello", 1980.
- Premio de Literatura Humorística Pedro León Zapata, 1981.
- Premio a la Investigación en Ciencias Sociales de la Asociación de Profesores de la Universidad Central de Venezuela, l988.
- Premio Municipal de Literatura, mención ensayo, 1990.
- Premio Municipal de Literatura Mención Investigación Histórica, 1999.
- Premio Nacional de Literatura de Venezuela, 2001.
- Premio de Ensayo "Ezequiel Martínez Estrada", Casa de las Américas, 2005.
- Premio de Literatura del Ministerio del Poder Popular para la Cultura, 2009, por América Nuestra: Integración y Revolución.
- Premio Alba de las Artes y las Letras, 2010.